# Ёнозеро
Ёнозеро или Ено́зеро — озеро в Ловозерском районе Мурманской области, расположенное на северо-востоке Кольского полуострова. Относится к бассейну Нокуевского залива Баренцева моря, связывается с ним рекой Варзина, вытекающей из озера.
Площадь зеркала — 94,4 км², общая — 102,8 км². Площадь водосбора — 982 км². Высота над уровнем моря — 220 м.
Состоит из двух частей, соединённых протокой шириной 350 м. Впадающая река Козель соединяет Ёнозеро с Чилиявром. Питание озера в основном снеговое и дождевое. Берег изрезанный, скалистый.
Код водного объекта в государственном водном реестре — 02010000911101000004949.